# Kanton Bourges-5
Der Kanton Bourges-5 war von 1982 bis 2015 ein französischer Wahlkreis im Arrondissement Bourges, im Département Cher und in der Region Centre-Val de Loire. Er umfasste einen Teil der Stadt Bourges und wurde bei den landesweiten Änderungen in der Zusammensetzung der Kantone im März 2015 aufgelöst. Vertreter im Generalrat des Départements war zuletzt für die Jahre 1998–2015 Jean-Pierre Saulnier.